# Шварцман Роберт Михайлович
Роберт Михайлович Шварцман (рос. Роберт Михайлович Шварцман, нар. 16 вересня 1999, Санкт-Петербург, Росія) — російський автогонщик, чемпіон ФІА Формули-3 2019 року та Toyota Racing Series 2018 року, член молодіжної програми Scuderia Ferrari. Нині виступає в ФІА Формулі-2 в складі команди Prema Powerteam.

## Кар'єра

### Картинг
Вперше в житті маленький Роберт Шварцман сів за кермо карта, коли йому було п'ять років. Практично одразу став брати участь у картингових змаганнях, в першу чергу в Італії. Перший значний успіх прийшов до нього в 2008 році, коли він виграв світовий гранд-фінал Easykart в класі машин із двигунами 60сс. Через рік повторив свій успіх.
2012 року дебютував в класі KF3 і став фіналістом змагань WSK, а також офіційного чемпіонату Європи CIK-FIA, де став кращим з росіян в підсумковій таблиці особистого заліку.
Сезон 2013 року став останнім для Шварцмана в картингу. Перед переходом в гонки з відкритими колесами посів четверте місце на чемпіонаті Європи CIK-FIA в класі KF-Junior (колишній KF3), став бронзовим призером чемпіонату світу CIK-FIA і виграв гонку WSK Final Cup. У підсумку Роберт Шварцман став одним із найуспішніших російських картингістів.

### Формула-4
2014 року перейшов у гонки з відкритими колесами. Він узяв участь у шести гонках італійської Формули-4 в складі команди Cram Motorsport, завершивши сезон 16-м. Наступний сезон Шварцман проїхав повністю, але тепер уже в складі команди Mücke Motorsport. Він виграв дві гонки та завершив сезон на третьому місці, поступившись лише пілотам Prema Powerteam Ральфу Арону та Гуань Ю Чжоу. Того ж року Роберт взяв участь і в німецькій Формулі-4, посівши там четверте місце.

### Формула-Рено
2016 року Шварцман перейшов до Формули-Рено 2.0, долучившись до команди Josef Kaufmann Racing. В північноєвропейському кубку росіянин виграв дві гонки і завершив чемпіонат шостим. В Єврокубку Формули-Рено 2.0 став восьмим. В листопаді того ж року брав участь у постсезонних тестах GP3 на трассі Яс-Марина в складі команди Koiranen GP. Наступного року Шварцман залишився у Формулі-Рено, але перейшов до команди R-ace GP team. Він завершив чемпіонат третім, програвши 13 очок напарнику по команді Віллу Палмеру, але при цьому виграв шість гонок.

### Toyota Racing Series
Шварцман дебютував в новозеландському чемпіонаті Toyota Racing Series взимку 2018 року. Всі 15 гонок чемпіонату він закінчив у топ-5 і, як наслідок, виграв цей чемпіонат, забравши ще й меморіальний трофей імені Денні Гальма.

### Європейська Формула-3
У грудні 2017 року Шварцман підписав контракт із командою Prema Powerteam на участь в сезоні європейської Формули-3 2018 року. Після тестів у цій серії Роберта зарахували до молодіжної академії Феррарі. Першу перемогу у Формулі-3 росіянин здобув на третій гонці сезону в Австрії на трасі Ред Бул Ринг. В тому сезоні Роберт став третім, випередивши напарника Маркуса Армстронга і очоливши чемпіонат серед новачків серії.

### ФІА Формула-3
2019 року Шварцмав долучився до новоутвореної гоночної серії — ФІА Формули-3, продовживши співробітництво з Prema. Першу ж гонку сезону він виграв після штрафу данця Крістіана Лундгора. Після цього він виграв ще дві гонки — на автодромах Поль Рікар і Монца. Серед 16  гонок 10 Роберт закінчив на подіумі та виграв титул чемпіона серії. Друге і третє місця в сезоні також посіли пілоти Prema — Армстронг та індієць Джехан Дарувала.

### ФІА Формула-2
Після успішного сезону у Формулі-3 Шварцман знову перейшов на більш високий рівень змагань. Він підписав контракт із все тією ж командою Prema Powerteam на сезон 2020 року у ФІА Формулі-2, проте через пандемію Covid-19 сезон відкладено на невизначений термін. Пандемія не оминула і сім'ю Роберта: його батько Михайло Шварцман помер від коронавірусу у віці 52 років. Після цього Роберт в інтерв'ю пообіцяв, що всі свої подальші перемоги в автогонках присвятить батькові.

## Статистика
| Сезон | Серія                               | Команда                      | Старти | Перемоги | Поули | ШК | Подіуми | Очки | Місце |
| ----- | ----------------------------------- | ---------------------------- | ------ | -------- | ----- | -- | ------- | ---- | ----- |
| 2014  | Італійська Формула-4                | Cram Motorsport              | 6      | 0        | 0     | 0  | 0       | 26   | 16    |
| 2015  | Італійська Формула-4                | Mücke Motorsport             | 21     | 2        | 4     | 3  | 8       | 212  | 3     |
| 2015  | ADAC Formula 4                      | ADAC Berlin-Brandenburg e.V. | 20     | 0        | 0     | 4  | 8       | 167  | 4     |
| 2016  | Єврокубок Формули-Рено 2.0          | Josef Kaufmann Racing        | 15     | 0        | 0     | 0  | 1       | 75   | 8     |
| 2016  | Formula Renault 2.0 NEC             | Josef Kaufmann Racing        | 15     | 2        | 1     | 2  | 3       | 206  | 6     |
| 2017  | Formula Renault Eurocup             | R-ace GP                     | 23     | 6        | 7     | 7  | 12      | 285  | 3     |
| 2017  | Formula Renault NEC                 | R-ace GP                     | 3      | 0        | 0     | 0  | 1       | 0    | NC†   |
| 2018  | FIA Formula 3 European Championship | Prema Theodore Racing        | 30     | 2        | 3     | 1  | 11      | 294  | 3     |
| 2018  | Гран-прі Макао                      | SJM Theodore Racing by Prema | 1      | 0        | 0     | 0  | 0       | N/A  | 9     |
| 2018  | Toyota Racing Series                | M2 Competition               | 15     | 1        | 3     | 3  | 9       | 916  | 1     |
| 2019  | ФІА Формула-3                       | Prema Racing                 | 16     | 3        | 2     | 2  | 10      | 212  | 1     |
| 2019  | Гран-прі Макао                      | SJM Theodore Racing by Prema | 1      | 0        | 0     | 0  | 0       | N/A  | НФ    |

† Був гостьовим пілотом і не мав права набирати очки